# Lional Alex
Lional Alex (ur. 12 kwietnia 1971) – salomoński polityk.

## Życiorys
Kształcił się w Solomon Islands College of Higher Education (SICHE). Przed zaangażowaniem się w politykę pracował jako rzeczoznawca. 4 sierpnia 2010 dostał się do Parlamentu Narodowego z okręgu wyborczego South Vella La Vella. Uzyskał 997 głosów. 27 sierpnia 2010 objął funkcję ministra ds. autochtonów i rozwoju wsi w rządzie Danny’ego Philipa. Stanowisko zachował w powołanym w listopadzie 2011 gabinecie Gordona Darcy Lilo.